# Гвелф Сторм
«Гвелф Сторм» (англ. Guelph Storm) — канадійський молодіжний хокейний клуб, що представляє місто Гвельф, провінція Онтаріо. Команда виступає у середньо-західному дивізіоні західної конференції хокейної ліги Онтаріо. Домашнім майданчиком «жалючих» є Слімен-центр, здатний вмістити близько 4,5 тисяч глядачів.

## Історія
Історія франшизи почалася в далекому 1904 році, коли була створена команда «Торонто Мальборос», яка надалі стала однією з найуспішніших молодіжних команд Канади. Але через фінансову скруту, у 1989 році клуб був змушений змінити місце прописки і переїхав до Гамільтону, де 2 сезони виступав під назвою «Дюкс».
У 1990 році група місцевих бізнесменів вирішила повернути місту молодіжну команду (до 1989-го в ОХЛ виступав клуб «Гвелф Плейтерс»), для чого і був придбаний «Гамільтон Дюкс», який теж, як і «Мольборос» відчував фінансові труднощі. Тож у 1991 році колектив переїхав у Гвельф та змінив назву на «Сторм».
Перший для себе сезон «шторми» просто провалили, здобувши в 66 поєдинках лише 4 перемоги. Однак надалі команда зуміла суттєво покращити результати: починаючи з 1996 року «Гвельф» п'ять разів грав у фіналі розіграшу кубка Джей Росса Робертсона (тричі перемогли) та п'ять разів брав участь у розіграші Меморіального кубка (двічі програвали у фіналі).

## Результати по сезонах
Скорочення: І = Ігри, В = Виграші, Н = Нічиї, ПО = Поразки не в основний час гри, П = Поразки, ГЗ = Голів забито, ГП = Голів пропущено, О = Очки
| Сезон     | Ліга | І  | В  | Н  | ПО | П  | ГЗ  | ГП  | О   | Місце      | Плей-оф                            |
| 1991—1992 | ОХЛ  | 66 | 4  | 11 |    | 51 | 235 | 425 | 19  | 16-те з 16 |                                    |
| 1992—1993 | ОХЛ  | 66 | 27 | 6  |    | 33 | 298 | 360 | 60  | 12-те з 16 | Програш у 1-му раунді              |
| 1993—1994 | ОХЛ  | 66 | 32 | 6  |    | 28 | 323 | 290 | 70  | 8-ме з 16  | Програш у 2-му раунді              |
| 1994—1995 | ОХЛ  | 66 | 47 | 5  |    | 14 | 330 | 200 | 99  | 1-ше з 16  | Програш у фіналі                   |
| 1995—1996 | ОХЛ  | 66 | 45 | 5  |    | 16 | 297 | 186 | 95  | 1-ше з 17  | Програш у фіналі                   |
| 1996—1997 | ОХЛ  | 66 | 35 | 6  |    | 25 | 300 | 251 | 76  | 5-те з 17  | Програш у 3-му раунді              |
| 1997—1998 | ОХЛ  | 66 | 42 | 6  | 1  | 17 | 263 | 189 | 91  | 1-ше з 18  | Чемпіони                           |
| 1998—1999 | ОХЛ  | 68 | 44 | 2  | 1  | 21 | 300 | 218 | 91  | 4-те з 20  | Програш у півфіналі конференції    |
| 1999—2000 | ОХЛ  | 68 | 29 | 4  | 1  | 34 | 250 | 256 | 63  | 15-те з 20 | Програш у чвертьфіналі конференції |
| 2000—2001 | ОХЛ  | 68 | 34 | 9  | 2  | 23 | 227 | 205 | 79  | 9-те з 20  | Програш у чвертьфіналі конференції |
| 2001—2002 | ОХЛ  | 68 | 37 | 7  | 1  | 23 | 264 | 235 | 82  | 8-ме з 20  | Програш у півфіналі конференції    |
| 2002—2003 | ОХЛ  | 68 | 29 | 9  | 2  | 28 | 217 | 208 | 69  | 13-те з 20 | Програш у півфіналі конференції    |
| 2003—2004 | ОХЛ  | 68 | 49 | 5  |    | 14 | 276 | 182 | 103 | 2-ге з 20  | Чемпіони                           |
| 2004—2005 | ОХЛ  | 68 | 23 | 10 | 1  | 34 | 167 | 189 | 57  | 17-те з 20 | Програш у чвертьфіналі конференції |
| 2005—2006 | ОХЛ  | 68 | 40 |    | 4  | 24 | 232 | 206 | 84  | 6-те з 20  | Програш у фіналі конференції       |
| 2006—2007 | ОХЛ  | 68 | 33 |    | 12 | 23 | 215 | 200 | 78  | 10-те з 20 | Програш у чвертьфіналі конференції |
| 2007—2008 | ОХЛ  | 68 | 34 |    | 9  | 25 | 213 | 187 | 77  | 9-те з 20  | Програш у півфіналі конференції    |
| 2008—2009 | ОХЛ  | 68 | 35 |    | 7  | 26 | 226 | 209 | 77  | 10-те з 20 | Програш у чвертьфіналі конференції |
| 2009—2010 | ОХЛ  | 68 | 35 |    | 4  | 29 | 242 | 255 | 74  | 10-те з 20 | Програш у чвертьфіналі конференції |
| 2010—2011 | ОХЛ  | 68 | 34 |    | 7  | 27 | 249 | 258 | 75  | 11-те з 20 | Програш у чвертьфіналі конференції |
| 2011—2012 | ОХЛ  | 68 | 31 |    | 6  | 31 | 234 | 238 | 68  | 15-те з 20 | Програш у чвертьфіналі конференції |
| 2012—2013 | ОХЛ  | 68 | 39 |    | 6  | 23 | 253 | 210 | 84  | 8-ме з 20  | Програш у чвертьфіналі конференції |
| 2013—2014 | ОХЛ  | 68 | 52 |    | 4  | 12 | 340 | 191 | 108 | 1-ше з 20  | Чемпіони                           |

## Рекорди клубу
Командні рекорди
- Найбільша кількість очок у сезоні — 108 (В52-ПО4-П12) (2013—2014)
- Найменша кількість очок у сезоні — 19 (В4-Н11-П51) (1991—1992)
- Найбільша кількість забитих голів у сезоні — 340 (2013—2014)
- Найменша кількість забитих голів у сезоні — 167 (2004—2005)
- Найбільша кількість пропущених голів у сезоні — 425 (1991—1992)
- Найменша кількість пропущених голів у сезоні — 182 (2003—2004)

Індивідуальні рекорди
- Найбільша кількість набраних очок за сезон — 126, Джефф О'Нілл (1993—1994)
- Найбільша кількість закинутих шайб у сезоні — 54, Тодд Бертуцці (1994—1995)
- Найбільша кількість результативних пасів за сезон — 81, Джефф О'Нілл (1993—1994) та (1994—1995)
- Найбільша кількість штрафних хвилин у сезоні — 213, Боб Краммер (1998—1999)

### Найкращі бомбардири
| Найбільша кількість: | Найбільша кількість: | Найбільша кількість: | Найбільша кількість: | Найбільша кількість: | Найбільша кількість: | Найбільша кількість: | Найбільша кількість: | Найбільша кількість: | Найбільша кількість: |
| Матчів               | Матчів               | Голів                | Голів                | Результативних пасів | Результативних пасів | Очок                 | Очок                 | Штрафних хвилин      | Штрафних хвилин      |
| -------------------- | -------------------- | -------------------- | -------------------- | -------------------- | -------------------- | -------------------- | -------------------- | -------------------- | -------------------- |
| Зак Мітчелл          | 322                  | Раєн Келлаген        | 130                  | Мартін Сен-П'єр      | 212                  | Джефф О'Нілл         | 329                  | Тодд Бертуцці        | 536                  |
| Коді Макнаутон       | 313                  | Джефф О'Нілл         | 120                  | Джефф О'Нілл         | 209                  | Мартін Сен-П'єр      | 320                  | Ієн Форб             | 489                  |
| Скотт Космачук       | 271                  | Скотт Космачук       | 120                  | Кевін Деллмен        | 191                  | Тодд Бертуцці        | 280                  | Коді Макнаутон       | 459                  |
| Кевін Даллмен        | 268                  | Тодд Бертуцці        | 116                  | Тодд Бертуцці        | 164                  | Тейлор Бек           | 267                  | Брайан Везенберг     | 428                  |
| Мартін Сен-П'єр      | 257                  | Даніель Пайє         | 116                  | Тейлор Бек           | 157                  | Кевін Деллмен        | 260                  | Рамун Ндур           | 393                  |

## Гравці

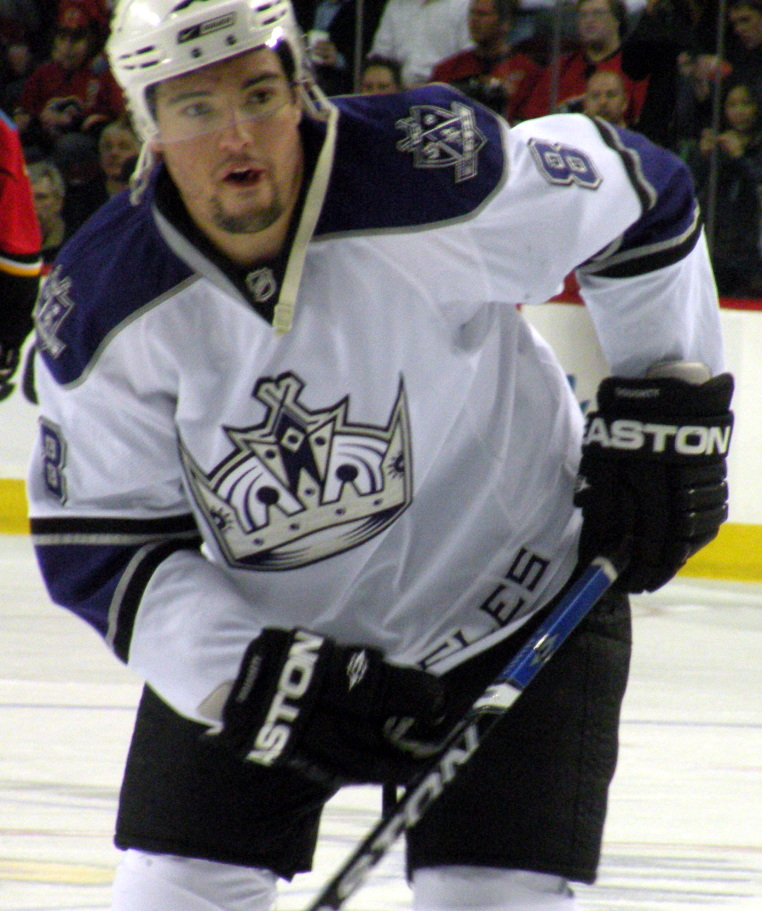
Дрю Дауті

### Найвідоміші хокеїсти
- Тайлер Бертуцці
- Тодд Бертуцці
- Джефф О'Нілл
- Джефф Ковен
- Дан Клутьє
- Гербертс Васильєвс
- Брайан Макгретон
- Менні Малорта
- Крейг Андерсон
- Кевін Даллмен
- Федір Тютін
- Дастін Браун
- Мартін Сен-П'єр
- Даніель Пайє
- Кевін Кляйн
- Деніел Жирарді
- Раєн Келлаген
- Метт Д'Агостіні
- Дрю Дауті
- Аарон Дауні
- Ріхард Паник